# Stor ildfugl
Stor ildfugl (Lycaena dispar) er en sommerfugl i blåfuglefamilien. Den lever i sumpe og tørvegrave i Europa og Asien. Den menes at være uddød i Danmark, hvor den havde en bestand ved Horreby Lyng på Falster mellem 1937 og 1954. Den kraftige afvanding og overgroning af Horreby Lyng var årsag til artens tilbagegang.

## Udseende
Stor ildfugl er som navnet antyder en stor sommerfugl af en ildfugl at være. Den er orangerød på oversiden med sorte midtpletter og gråblå med sorte prikker og orange sømbånd på undersiden.
- Lycaena dispar  ♂
- Lycaena dispar  ♂  △
- Lycaena dispar  ♀
- Lycaena dispar  ♀ △

## Livscyklus
Stor ildfugl havde i Danmark en enkelt generation med flyvetid i juli måned. Sommerfuglen overvintrer som larve, der er fuldvoksen i juni, hvorefter den forpupper sig i 2-4 uger. Længere sydpå i Europa flyver arten i to generationer.

## Foderplanter
Larverne af stor ildfugl lever på blade af skræppearter, der vokser ved eller i vand. I Danmark var værtsplanten især vandskræppe.